# モンマスパーク競馬場

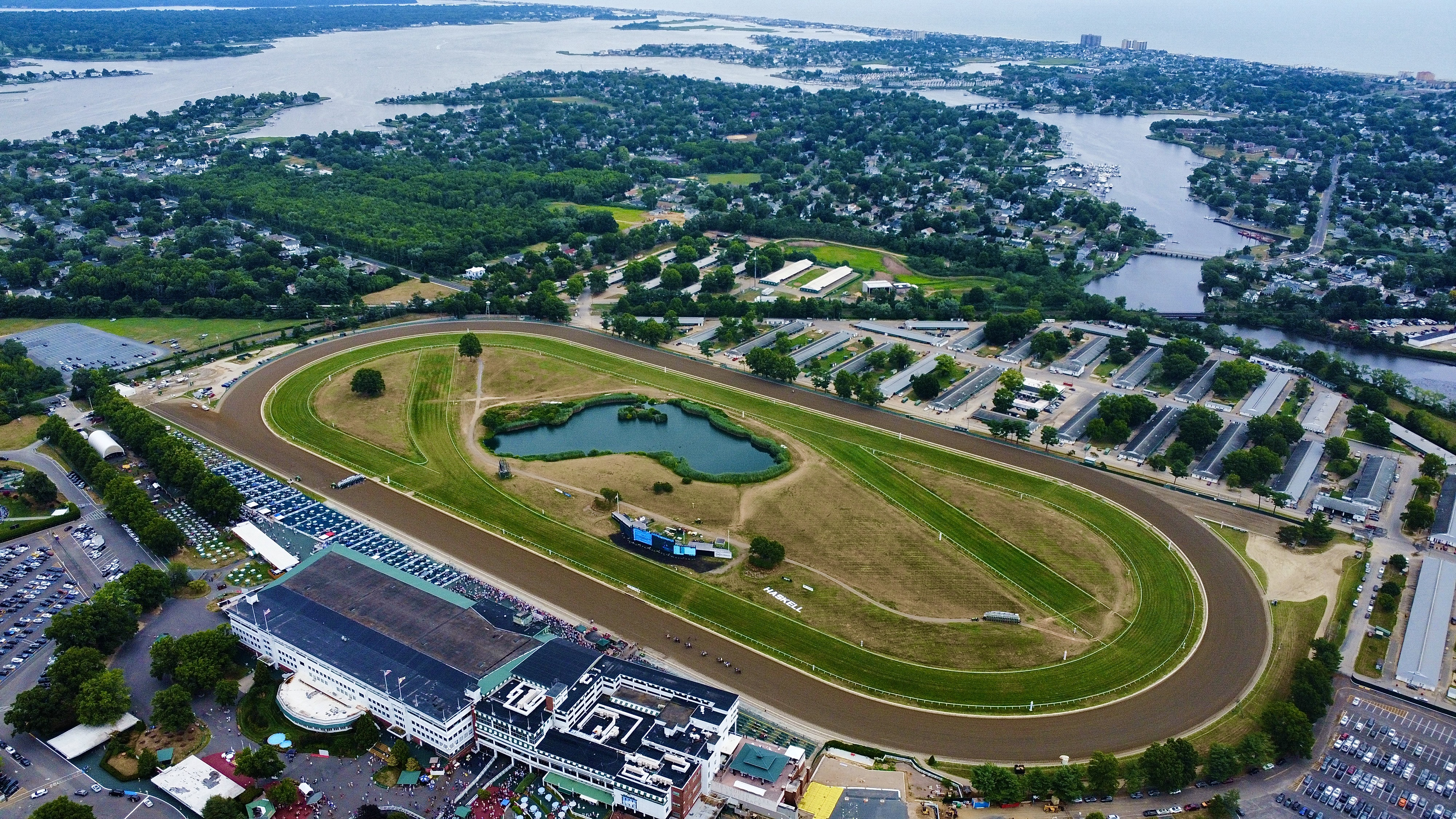
モンマスパーク競馬場空撮（2024年）

モンマスパーク競馬場（モンマスパークけいばじょう、英: Monmouth Park Racetrack）は、アメリカ合衆国ニュージャージー州オーシャンポートにある競馬場。サラブレッド競馬の平地競走のみを開催している。

## 歴史と概要
1870年7月30日に開場した競馬場である。最初のモンマスパーク競馬場は開設後程なくして財政難に陥り、1873年から1881年までの期間閉鎖されていた。1882年頃、デイビッド・デュラハム・ウィザーズやジェームズ・ゴードン・ベネットJr.らの実業家がこの競馬場を買い取り、改修・番組改編を経て人気を回復、1890年頃まで他の競馬場と遜色ない運営を行っていた。しかし、1894年にニュージャージー州でパリミュチュエル方式の賭博を規制する法案が可決され、これを受けてモンマスパーク競馬場は再度の閉鎖を余儀なくされた。
同法案可決後も競馬関係者らは規制解除の要請を訴え続け、1946年になってニュージャージー州は競馬の運営に限りパリミュチュエル方式賭博の規制を撤廃した。53年間も閉鎖されていたモンマスパーク競馬場も1946年6月19日に再開され、このときモンマスパークジョッキークラブも編成された。
1985年、New Jersey Sports and Exposition Authority（NJSEA）はモンマスパークジョッキークラブから、モンマスパーク競馬場とその経営権を約4,500万ドルで買収した。現在のモンマスパークの運営管理はNJSEAだが、組織名として「モンマスパークジョッキークラブ」の名も残している。
1968年に創設、後の1981年に初代モンマスパークジョッキークラブ会長であるエーモリー・L・ハスケル（Amory L. Haskell）を記念して改名された招待競走ハスケルインビテーショナルハンデキャップは東海岸地区の3歳戦において三冠レースやトラヴァーズステークスに次ぐ重要な競走として位置づけられており、モンマスパークを代表する競走として有名である。
2007年には第24回のブリーダーズカップが開催された。同年より創設されたブリーダーズカップ・ダートマイルはモンマスパーク競馬場が初の開催となったが、モンマスパークのコース形態から距離が8ハロン70ヤードで行われている。

## コース
楕円形のコースで、外周が1周8ハロンのダートコース、内周が1周7ハロンの芝コースになっている。ダートコースには6ハロン・10ハロン戦の発走位置にポケットが、芝コースには9ハロン戦用に襷コースが存在する。

## 主な競走
G1
- ハスケルインビテーショナルハンデキャップ

G2
- ユナイテッドネイションズステークス
- モリーピッチャーブリーダーズカップハンデキャップ

G外
- ペガサスステークス

## アクセス
ニュージャージー・トランジットノースジャージーコースト線のモンマスパーク駅が競馬場のすぐ隣にあり、開催時には1日に10本の列車が停止する。
かつてはディーゼル車両専用の鉄道駅があり、現在の駅よりも入場門に近い位置に設置されていたが、こちらは後の2006年に廃止された。同駅までは「ポニーエクスプレス」と呼ばれる小型の臨時列車の運行が有名であったが、これも2005年を最後に廃止されている。